# Пайн Тауншип (округ Клірфілд, Пенсільванія)
Пайн Тауншип (англ. Pine Township) — селище (англ. township) в США, в окрузі Клірфілд штату Пенсільванія. Населення — 60 осіб (2010).

## Демографія
Згідно з переписом 2010 року, у селищі мешкало 60 осіб у 29 домогосподарствах у складі 21 родини. Було 117 помешкань
Расовий склад населення:
| - 100,0 % — білих |

До двох чи більше рас належало 0,0 %. Частка іспаномовних становила 0,0 % від усіх жителів.
За віковим діапазоном населення розподілялося таким чином: 8,3 % — особи молодші 18 років, 80,0 % — особи у віці 18—64 років, 11,7 % — особи у віці 65 років та старші. Медіана віку мешканця становила 52,0 року. На 100 осіб жіночої статі у селищі припадало 106,9 чоловіків;  на 100 жінок у віці від 18 років та старших — 120,0 чоловіків також старших 18 років.
Середній дохід на одне домашнє господарство  становив 62 583 долари США (медіана — 52 500), а середній дохід на одну сім'ю — 72 476 доларів (медіана — 75 625). За межею бідності перебувало 2,2 % осіб, у тому числі 0,0 % дітей у віці до 18 років та 11,1 % осіб у віці 65 років та старших.
Цивільне працевлаштоване населення становило 30 осіб. Основні галузі зайнятості: освіта, охорона здоров'я та соціальна допомога — 26,7 %, науковці, спеціалісти, менеджери — 23,3 %, виробництво — 13,3 %, будівництво — 13,3 %.